# Parlamento de Toulouse
El parlamento de Toulouse (en francés: Parlement de Toulouse) fue uno de los parlamentos del Antiguo Régimen de Francia, implantado por Carlos VII en Toulouse en 1443, siendo el primero de los implantados en provincias.

## Historia

Mapa de los Parlamentos en 1789

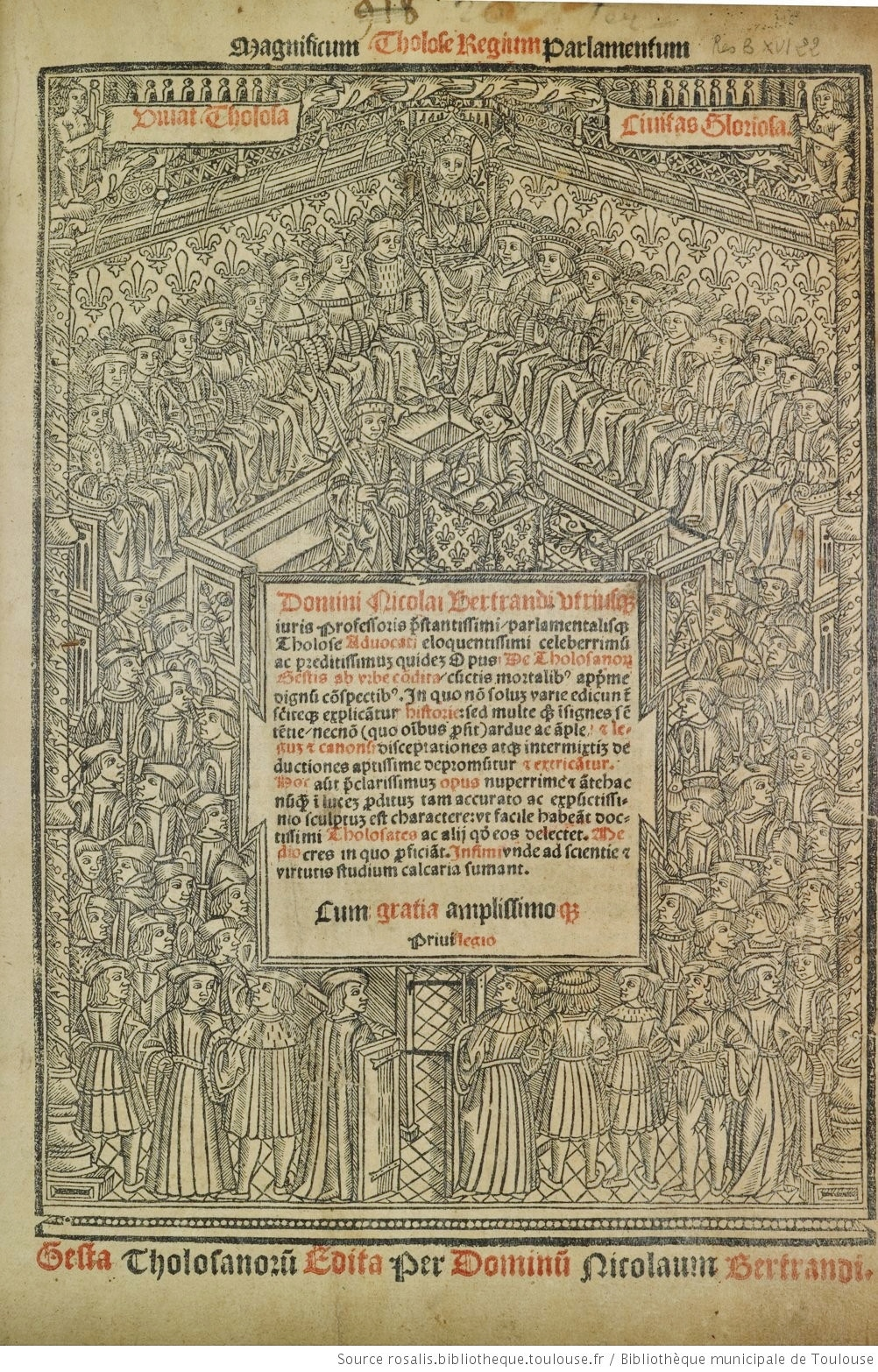
Grabado de una sesión del Parlamento de Toulouse (1515)

Este Parlamento era un tribunal de justicia retomado según el modelo del de París, creado por San Luis para juzgar en apelación en nombre del rey. El parlamento de Toulouse debe mucho a los esfuerzos de los Estados de Languedoc, que durante mucho tiempo lo reclamaron a causa de la lejanía del Parlamento de París y de la especificidad del derecho meridional.
El parlamento de Toulouse será el primero de este género creado en provincias. Extendía su jurisdicción desde el río Ródano hasta el Atlántico, y desde los Pirineos hasta el Macizo Central. La creación del Parlamento de Burdeos en 1462 le quitó la Guyena, una parte de Gascuña, las Landes, el Agenais, el Béarn y el Périgord.
El 4 de junio de 1444, el nuevo parlamento de Toulouse se instaló en una sala del castillo de Narbona, pero su regreso solemne sólo tuvo lugar el 11 de noviembre siguiente. Trataba de asuntos civiles, criminales y eclesiásticos.
Por letra patente de 19 de julio de 1474, el rey Luis XI ordenó que el Quercy quedase ligado al parlamento de Toulouse, después del final de la apanage de Guyena, a saber la muerte de Carlos de Francia en 1472. Por otra parte, la letra indicaba que el Parlamento debía refugiarse en Revel a causa de la peste: «Actum Revelli, in Parlamento, tertia die Septembris, anno Domini millesimo quadrigentesimo septuagesimo-quarto.»
En 1590, Enrique IV creó un parlamento rival del de Toulouse en Carcasona, donde se reunían los parlamentarios que le eran fieles.
El proceso más famoso del parlamento de Toulouse fue el affaire Calas. El 9 de marzo de 1762, Jean Calas fue condenado a muerte por el parlamento.
Con la Revolución Francesa, el parlamento de Toulouse desapareció así como los capitouls de Toulouse.

## Cronología de los principales eventos y nominaciones de los primeros presidentes
- 29 de mayo de 1420: el parlamento fue restablecido provisionalmente en Toulouse, por el delfín, regente del reino;.[4]
- 1420: Dominique de Florence;
- 1420: Jean Jouvenel;
- 23 de septiembre de 1425: el Parlamento se transfiere a Beziers por la peste;
- hasta 1428: Jean de Saint-Étienne;
- 7 de octubre de 1428: Carlos VII reúne el Parlamento de Toulouse con el de París con sede en Poitiers;
- 18 de abril de 1437: el rey restableció temporalmente un nuevo parlamento y envió a él comisionados generales para juzgar soberanamente; luego lo encargó a los comisarios generales de Montpellier;
- 11 de octubre de 1443: Carlos VII da el edicto de Saumur que hace que el parlamento de Toulouse sea estable en Toulouse para los países del Languedoc;[5]
- 4 de abril de 1444: Apertura del parlamento de Toulouse;
- 4 de abril de 1444: Aynard de Bletterens, consejero del parlamento de París, primer presidente del de Toulouse, que murió en el cargo el 10 de junio de 1449;
- 12 de noviembre de 1449: Jacques de Meaux, muerto en 1454;
- 5 de diciembre de 1454: Pierre Varinier, que fue, en 1450-1451, doctor en derecho, canciller del duque de Orleans, fue despedido por Luis XI en 1460;
- 4 de junio de 1461: Jean Dauvet, fue nombrado primer presidente del Parlamento de París en 1465;
- 2 de octubre de 1461: por letras patentes, el parlamento fue confirmado por Luis XI;[5]
- 10 de marzo de 1465: Henri Marle, fue destituido en 1467;
- 1467: el parlamento fue suprimido por Luis XI, pero restablecido poco después;
- 11 de febrero de 1467: Louis de Lavernade, fue destituido poco después;
- 1468: el parlamento vuelve a Toulouse;
- 23 de diciembre de 1472: Bernard Lauret,[6] muerto el 7 de agosto de 1495;
- 1474: la sede del parlamento fue provisionalmente transferida a Revel, en razón de la peste;[1]
- 31 de agosto de 1495: Jean de Sarrat, muerto el 24 de junio de 1503;
- 13 de juin de 1504: Nicolas de Saint-Pierre, muerto en 1509;
- 31 de mayo de 1509: Pierre de Saint-André, muerto en 1524;
- 2 de agosto de 1524: Jacques de Minut, muerto el 6 de noviembre de 1536;
- 27 de noviembre de 1536: Jean Bertrandi, dejó su lugar por el de tercer presidente del Parlamento de París el 12 de noviembre de 1538, después primer presidente en 1550, garde des sceaux de France. A la muerte de su esposa en 1555, tomó las órdenes y se convirtió en obispo de Comminges, en 1555, arzobispo de Sens en 1557 y cardenal en 1557. Murió en Venecia en 1560;
- 7 de marzo de 1538: Jean de Mansencal, muerto en 1562;
- 1561?: Michel Dufaur de Saint-Jory, muerto en 1561;
- 14 de enero de 1562: Jean Daffis, muerto el 15 de agosto de 1581;
- 4 de septiembre de 1581: Jean-Étienne Duranti, gendre du précédent, fue asesinado el 10 de febrero de 1589;
- 19 de juillet de 1589: Pierre d'Auxerre, nombrado por Enrique IV, muerto en 1593 sin ser instalado;
- 7 de juillet de 1597: Pierre Dufaur de Saint-Jory, muerto en marzo de 1600;
- 3 de junio de 1602: Nicolas de Verdun, fue nombrado primer presidente del parlamento de París el 9 de abril de 1611;
- 21 de julio de 1611: François de Clary, muerto en 1615;
- 9 de septiembre de 1615: Giles Le Mazurier, muerto por la peste en 1631;
- 19 de junio de 1632: Jean de Bertier, muerto le 28 de abril de 1653;
- juin de 1653: Gaspard de Fieubet, muerto el 8 de noviembre de 1686;
- 13 de julio de 1687: Thomas-Alexandre de Morant, fue auparavant intendente de Bourbonnais en 1675, intendente de Provenza (1680-1687), dimitió en 1710;
- noviembre de 1710: François de Bertier, muerto en 1722;
- 1722: Joseph-Gaspard de Maniban, muerto el 30 de agosto de 1762;
- 14 de noviembre de 1762: François de Bastard, dimitió en 1769;
- 9 de diciembre de 1769: Pierre-Louis-Anne Drouin de Vaudeuil, dimitió en 1770;
- 14 de noviembre de 1770: Joseph de Niquet, dimitió en 1787;
- 1787: Jean-Louis Emmanuel Augustin de Cambon;